# Copa do Uruguai de Futebol de 2022
A Copa AUF Uruguay 2022 foi a primeira edição do torneio organizado pela Asociación Uruguaya de Fútbol, em que as equipes de todas as divisões do futebol uruguaio participaram, além de clubes da Organización del Fútbol del Interior. O torneio começou no dia 22 de junho de 2022 e se encerrou no dia 13 de novembro de 2022. Seu primeiro campeão foi o Defensor Sporting.

## Sistema de disputa
A Copa AUF Uruguay foi disputada em um sistema de eliminação direta, por equipes da Primera División, Segunda División, Primera División Amateur, campeão e vice-campeão da Segunda División Amateur Metropolitana e equipes da Copa Nacional de Clubes da Organización del Fútbol del Interior.
Nessa primeira edição, o campeão obteve uma recompensa financeira de 100.000 dólares. As chaves foram disputadas em partidas únicas, com exceção das semifinais que foram disputadas em ida e volta.

## Equipes participantes
A competição foi disputada por 76 times, sendo 16 da Primera División, 12 da Segunda División, 23 da Primera División Amateur, 2 da División Amateur Metropolitana e 24 da Copa Nacional de Clubes. 
As equipes foram agrupadas em 5 zonas geográficas: uma zona para as equipes de Montevidéu, enquanto que os outros times foram divididos nas regiões Norte, Leste, Centro/Litoral e Sul/Metropolitana. Segue abaixa a lista dos clubes participantes:

### Primera División
| - Albion       |
| - Boston River |
| - Cerrito      |
| - Cerro Largo  |

| - Danubio              |
| - Defensor Sporting    |
| - Desportivo Maldonado |
| - Fénix                |

| - Liverpool              |
| - Montevideo City Torque |
| - Montevideo Wanderes    |
| - Nacional               |

| - Peñarol       |
| - Plaza Colonia |
| - Rentistas     |
| - River Plate   |

### Segunda División
| - Atenas          |
| - Central Español |
| - Cerro           |

| - Juventud         |
| - La Luz           |
| - Miramar Misiones |

| - Progreso       |
| - Racing         |
| - Rampla Juniors |

| - Sud América        |
| - Uruguay Montevideo |
| - Villa Española     |

### Primera División Amadora
| - Alto Perú   |
| - Artigas     |
| - Basáñez     |
| - Bella Vista |
| - Canadian    |
| - Colón       |

| - Deportivo Colonia  |
| - Deportivo Italiano |
| - Durazno            |
| - Huracán            |
| - Huracán Buceo      |
| - Los Halcones       |

| - Mar de Fondo     |
| - Oriental         |
| - Parque del Plata |
| - Paysandú         |
| - Platense         |
| - Potencia         |

| - Rocha        |
| - Salto        |
| - Salus        |
| - Tacuarembó   |
| - Villa Teresa |

### Segunda División Amadora
| - Cooper |

| - Paso de la Arena |

### Copa Nacional de Clubes
| - Bairro Olímpico      |
| - Atlético Bella Vista |
| - Boquita              |
| - Central              |
| - Huracán (P)          |
| - Huracán (R)          |

| - Ituzaingó     |
| - Juanicó       |
| - Juventud (C)  |
| - Laureles      |
| - Lavalleja (M) |
| - Lavalleja (R) |

| - Palermo               |
| - Piriápolis            |
| - Porongos              |
| - Progreso de Atlántida |
| - Quilmes               |
| - Río Negro             |

| - Santa Emilia      |
| - Sportivo Barracas |
| - Universal         |
| - Universitario     |
| - Wanderers         |
| - Wanderers Juvenil |

## Fase Preliminar
Nessa fase preliminar se sorteará 16 equipes, dentre as 22 de OFI e os 24 das séries C e D, jogando em 8 chaves regionais.
| Equipe 1              | Total       | Equipe 2      |
| --------------------- | ----------- | ------------- |
| Tacuarembó            | 5-1         | Cooper        |
| Oriental              | 0-1         | Bella Vista   |
| Durazno               | 1-0         | Salus         |
| Bairro Olímpico       | 2-3         | Lavalleja (M) |
| Huracán (R)           | 0-0 (3-4 p) | Canadian      |
| Progreso de Atlántida | 2-3         | Alto Perú     |
| Quilmes               | 2-0         | Platense      |
| Basáñez               | 1-0         | Ituzaingó     |

## Primeira Fase
Os 8 ganhadores da Fase Preliminar se somam aos 40 clubes restas da OFI, e das séries B, C e D. Jogaram-se 24 partidas com a garantia de que os 10 representantes da série B (todos menos Miramar Misiones e Progreso, que ingressam na Terceira Fase, por ser o último campeão da série C e o melhor rebaixado da série A da última temporada, respectivamente) jogarão suas partidas como visitantes.
| Equipe 1          | Total       | Equipe 2             |
| ----------------- | ----------- | -------------------- |
| Wanderers Juvenil | 1-2         | Artigas              |
| Universitario (S) | 2-4         | Sud América          |
| Paysandú          | 1-0         | Atlético Bella Vista |
| Salto             | 0-0 (3-5 p) | Huracán (P)          |
| Río Negro         | 3-1         | Wanderers            |
| Parque del Plata  | 1-3         | Universal            |
| Alto Perú         | 0-4         | Juventud             |
| Lavalleja (R)     | 1-2         | Huracán Buceo        |
| Rocha             | 2-0         | Paso de la Arena     |
| Porongos          | 0-3         | Boquita              |
| Laureles          | 0-2         | Colón                |
| Los Halcones      | 0-0 (3-2 p) | Sportivo Barracas    |
| Palermo           | 2-2 (4-3 p) | Piriápolis           |
| Juanicó           | 1-2         | Deportivo Italiano   |
| Deportivo Colonia | 3-1         | Santa Emilia         |
| Lavalleja (M)     | 1-1 (3-4 p) | Atenas               |
| Tacuarembó        | 1-3         | Central Español      |
| Canadian          | 0-0 (8-9 p) | Racing               |
| Durazno           | 3-2         | Cerro                |
| Quilmes           | 0-1         | Villa Española       |
| Mar de Fondo      | 4-0         | Huracán              |
| Basáñez           | 0-4         | Uruguay Montevideo   |
| Bella Vista       | 0-1         | Rampla Juniors       |
| Potencia          | 0-7         | La Luz               |

## Terceira Fase
Os 12 vencedores da Segunda Fase e os times Miramar Misiones, Progreso, Central e Juventud (C) enfrentam  os 16 times da Primera División em partida única. Os ganhadores avançam para as Oitavas de final.
| Equipe 1           | Total      | Equipe 2               |
| ------------------ | ---------- | ---------------------- |
| Racing             | 0-1        | Defensor Sporting      |
| Juventud (C)       | 1-2        | River Plate            |
| Central Español    | 1-2        | Liverpool              |
| Universitario      | 1-3        | Montevideo Wanderes    |
| Mar de Fondo       | 0-1        | Cerrito                |
| Uruguay Montevideo | 2-4        | Montevideo City Torque |
| Rocha              | 0-3        | Rentistas              |
| Progreso           | 2-2(4-3 p) | Danubio                |
| Rampla Juniors     | 2-1        | Desportivo Maldonado   |
| Miramar Misiones   | 0-1        | Nacional               |
| Juventud           | 0-0(4-5 p) | Albion                 |
| La Luz             | 2-1        | Fénix                  |
| Durazno            | 1-3        | Plaza Colonia          |
| Deportivo Colonia  | 0-2        | Cerro Largo            |
| Colón              | 0-2        | Peñarol                |
| Central            | 0-2        | Boston River           |

## Fase Final
|  | Oitavas de final       | Oitavas de final |   |                        | Quartas de final | Quartas de final |  |                   | Semifinais | Semifinais | Semifinais | Semifinais |  |                   | Final | Final |
|  |                        |                  |   |                        |                  |                  |  |                   |            |            |            |            |  |                   |       |       |
|  | Defensor Sporting      | 2                |   |                        |                  |                  |  |                   |            |            |            |            |  |                   |       |       |
|  | River Plate            | 0                |   |                        |                  |                  |  |                   |            |            |            |            |  |                   |       |       |
|  | River Plate            | 0                |   | Defensor Sporting      | 3                |                  |  |                   |            |            |            |            |  |                   |       |       |
|  |                        |                  |   | Defensor Sporting      | 3                |                  |  |                   |            |            |            |            |  |                   |       |       |
|  |                        | Liverpool        | 0 |                        |                  |                  |  |                   |            |            |            |            |  |                   |       |       |
|  | Liverpool              | Liverpool        | 0 | 4                      |                  |                  |  |                   |            |            |            |            |  |                   |       |       |
|  | Liverpool              |                  |   | 4                      |                  |                  |  |                   |            |            |            |            |  |                   |       |       |
|  | Montevideo Wanderes    | 0                |   |                        |                  |                  |  |                   |            |            |            |            |  |                   |       |       |
|  | Montevideo Wanderes    | 0                |   |                        |                  |                  |  | Defensor Sporting | 1          | 3          | 4          |            |  |                   |       |       |
|  |                        |                  |   |                        |                  |                  |  | Defensor Sporting | 1          | 3          | 4          |            |  |                   |       |       |
|  |                        | Progreso         | 1 | 1                      | 2                |                  |  |                   |            |            |            |            |  |                   |       |       |
|  | Cerrito                | Progreso         | 1 | 1                      | 2                | 0(3)             |  |                   |            |            |            |            |  |                   |       |       |
|  | Cerrito                |                  |   |                        |                  | 0(3)             |  |                   |            |            |            |            |  |                   |       |       |
|  | Montevideo City Torque | 0(5)             |   |                        |                  |                  |  |                   |            |            |            |            |  |                   |       |       |
|  | Montevideo City Torque | 0(5)             |   | Montevideo City Torque | 1                |                  |  |                   |            |            |            |            |  |                   |       |       |
|  |                        |                  |   | Montevideo City Torque | 1                |                  |  |                   |            |            |            |            |  |                   |       |       |
|  |                        | Progreso         | 2 |                        |                  |                  |  |                   |            |            |            |            |  |                   |       |       |
|  | Rentistas              | Progreso         | 2 | 0                      |                  |                  |  |                   |            |            |            |            |  |                   |       |       |
|  | Rentistas              |                  |   | 0                      |                  |                  |  |                   |            |            |            |            |  |                   |       |       |
|  | Progreso               | 3                |   |                        |                  |                  |  |                   |            |            |            |            |  |                   |       |       |
|  | Progreso               | 3                |   |                        |                  |                  |  |                   |            |            |            |            |  | Defensor Sporting | 1     |       |
|  |                        |                  |   |                        |                  |                  |  |                   |            |            |            |            |  | Defensor Sporting | 1     |       |
|  |                        | La Luz           | 0 |                        |                  |                  |  |                   |            |            |            |            |  |                   |       |       |
|  | Rampla Juniors         | La Luz           | 0 | 3                      |                  |                  |  |                   |            |            |            |            |  |                   |       |       |
|  | Rampla Juniors         |                  |   | 3                      |                  |                  |  |                   |            |            |            |            |  |                   |       |       |
|  | Nacional               | 0                |   |                        |                  |                  |  |                   |            |            |            |            |  |                   |       |       |
|  | Nacional               | 0                |   | Rampla Juniors         | 2                |                  |  |                   |            |            |            |            |  |                   |       |       |
|  |                        |                  |   | Rampla Juniors         | 2                |                  |  |                   |            |            |            |            |  |                   |       |       |
|  |                        | La Luz           | 3 |                        |                  |                  |  |                   |            |            |            |            |  |                   |       |       |
|  | Albion                 | La Luz           | 3 | 2                      |                  |                  |  |                   |            |            |            |            |  |                   |       |       |
|  | Albion                 |                  |   | 2                      |                  |                  |  |                   |            |            |            |            |  |                   |       |       |
|  | La Luz                 | 3                |   |                        |                  |                  |  |                   |            |            |            |            |  |                   |       |       |
|  | La Luz                 | 3                |   |                        |                  |                  |  | La Luz            | 0          | 1          | 1(4)       |            |  |                   |       |       |
|  |                        |                  |   |                        |                  |                  |  | La Luz            | 0          | 1          | 1(4)       |            |  |                   |       |       |
|  |                        | Peñarol          | 1 | 0                      | 1(2)             |                  |  |                   |            |            |            |            |  |                   |       |       |
|  | Plaza Colonia          | Peñarol          | 1 | 0                      | 1(2)             | 1                |  |                   |            |            |            |            |  |                   |       |       |
|  | Plaza Colonia          |                  |   |                        |                  | 1                |  |                   |            |            |            |            |  |                   |       |       |
|  | Cerro Largo            | 0                |   |                        |                  |                  |  |                   |            |            |            |            |  |                   |       |       |
|  | Cerro Largo            | 0                |   | Plaza Colonia          | 0                |                  |  |                   |            |            |            |            |  |                   |       |       |
|  |                        |                  |   | Plaza Colonia          | 0                |                  |  |                   |            |            |            |            |  |                   |       |       |
|  |                        | Peñarol          | 1 |                        |                  |                  |  |                   |            |            |            |            |  |                   |       |       |
|  | Peñarol                | Peñarol          | 1 | 0(4)                   |                  |                  |  |                   |            |            |            |            |  |                   |       |       |
|  | Peñarol                |                  |   | 0(4)                   |                  |                  |  |                   |            |            |            |            |  |                   |       |       |
|  | Boston River           | 0(3)             |   |                        |                  |                  |  |                   |            |            |            |            |  |                   |       |       |

### Oitavas de Final
| Equipe 1          | Total       | Equipe 2               |
| ----------------- | ----------- | ---------------------- |
| Defensor Sporting | 2-0         | River Plate            |
| Liverpool         | 4-0         | Montevideo Wanderes    |
| Cerrito           | 0-0 (3-5 p) | Montevideo City Torque |
| Rentistas         | 0-3         | Progreso               |
| Rampla Juniors    | 3-0         | Nacional               |
| Albion            | 2-3         | La Luz                 |
| Plaza Colonia     | 1-0         | Cerro Largo            |
| Peñarol           | 0-0 (4-3 p) | Boston River           |

### Quartas de Final
| Equipe 1               | Total | Equipe 2  |
| ---------------------- | ----- | --------- |
| Defensor Sporting      | 3-0   | Liverpool |
| Montevideo City Torque | 1-2   | Progreso  |
| Rampla Juniors         | 2- 3  | La Luz    |
| Plaza Colonia          | 0-1   | Peñarol   |

### Semifinal
| Equipe 1          | Total | Equipe 2 | Jogo 1 | Jogo 2 |
| ----------------- | ----- | -------- | ------ | ------ |
| Defensor Sporting | 4 – 1 | Progreso | 1 – 1  | 3 – 1  |
| La Luz            | 1 – 1 | Peñarol  | 0 – 1  | 1 – 0  |

### Final
| Domingo, 13 de novembro | Defensor Sporting  | 1 – 0 | La Luz | Centenário, Montevidéu |
| 16:00                   | Andrés Ferrari 90' |       |        |                        |